# Limite de Shockley–Queisser

o limite Shockley-Queisser para a eficiência de uma célula solar. A curva é irregular devida ao espectro de absorção da atmosfera. No artigo original, o espectro solar tinha-se aproximado pela mais simples curva de um corpo negro a 6000 K. Por isso, a eficiência resultante foi ligeiramente diferente.

Em física, o limite Shockley–Queisser ou limite de balanço detalhado designa à máxima eficiência teórica de uma célula fotovoltaica baseada numa união p-n. O cálculo foi desenvolvido por William Shockley e Hans Queisser em Shockley Semiconductor em 1961. Considera-se-lhe um dos fundamentos básicos da energia solar fotovoltaica e um dos principais avanços no campo.
O limite situa a eficiência máxima no meio de 33,7%, assumindo uma única união p-n com uma banda proibida de 1.34 eV (usando um espectro de 1,5 AM). Isto é, da energia solar incidente (tipicamente, 1000 W/m²), só 33.7% poder-se-ia converter em electricidade (337 W/m²). O material mais usado em células fotovoltaicas, o silício tem uma banda ainda mais desfavorável, de 1,1 eV, o que rebaxa o máximo para células comerciais aos 32%. Tecnologias modernas como o silício monocristalino têm chegado a atingir eficiências de 24%, separadas deste máximo só por considerações práticas como radiação refletida na superfície e sombras devidas às conexões da união.
O limite Shockley–Queisser aplica unicamente a sistemas monocélulas. Tecnologias com múltiplas capas podem ultrapassar dita barreira. Idealmente, dispositivos com um número infinito de capas podem atingir rendimentos de 86% usando radiação solar concentrada.

## Obtenção do limite
Este limite teórico calcula-se obtendo a energia eléctrica que se pode obter por fotão. Para isso, se tomam em consideração três factores:
- Qualquer material acima do zero absoluto emite radiação. No caso de uma célula solar a temperatura ambiente (300 kelvin) isto supõe que sempre se está a perder energia. Ao redor de 7% da energia que chega se dispersa desta maneira. O valor exacto depende da temperatura, pelo que qualquer defeito na célula que aumente a quantidade de energia que é absorvida como calor em vez de transformada em electricidade aumentará o efeito. À medida que aumenta a temperatura da célula, aumentam as perdas radiativas até atingir um equilíbrio. Em células típicas, esta temperatura de equilíbrio ronda os 360 Kelvin, o que baixa a eficiência da célula por abaixo do caso a temperatura ambiente. As folhas de características das células costumam considerar esta dependência mediante uma denominada TNOCT.

Em negro: o limite para um circuito aberto (com intensidade nula) baixo o modelo Shockley-Queisser. A linha ponteada em vermelho indica como a voltagem é inferior ao esperado para dito gap devido à recombinação.

- A absorção de um fotão gera um par elétron-lacuna, que pode gerar uma corrente eléctrica. No entanto, existe também o efeito oposto (o que se costuma incluir no chamado balanço detalhado), onde um par lacuna-elétron podem se encontrar, e recombinar-se emitindo um fotão. A perda de portadores de carga mediante este fenómeno reduz a eficiência global. Outros fenómenos recombinatórios podem dar-se, ainda que este é o principal.

- O mero facto de passar um elétron da banda de valência à banda de condução requer energia. Só aqueles fotões que tenham mais energia que o nível discreto necessário para produzir esta transferência provocarão corrente. Para o caso de silício cristalino, a banda de condução está a 1,1 eV da de valência, o que marca que fôtoes podem conseguir a excitação. Isso supõe que só o espectro visível gerará electricidade, enquanto o infravermelho, as ondas de rádio ou as microondas não são aproveitáveis.[5] Só este efeito descarta um 19% da radiação incidente. Mas, inclusive na radiação aproveitável, este fenómeno supõe perdas. Os níveis de energia são discretos e a diferença entre a energia do fotão incidente e a necessária para excitar o elétron não é capturada pela união p-n senão que se converte em calor.[5] Isto supõe a maior perda na célula, causando umas perdas de 33% da energia incidente. Pela combinação de ambos efeitos espectrais, só um 48% da energia incidente é aproveitável.

Se às perdas espectrais somam-se-lhe os efeitos de corpo negro e recombinação, este 48% baixa até dar um valor final de 33,7% (337 W/m² com AM 1.5).

## Refêrencias
1. 1 2 3 4  William Shockley and Hans J. Queisser, "Detailed Balance Limit of Efficiency of p-n Junction Solar Cells" Arquivado em 2013-02-23 na Archive.today, Journal of Applied Physics, Volumen 32 (Marzo de 1961), pp. 510-519; doi 10.1063/1.1736034
2. ↑  "Hans Queisser" Arquivado em 23 de fevereiro de  2010, no Wayback Machine., Computer History Museum, 2004
3. ↑  Rühle, Sven (1 de junho de 2016). «Tabulated values of the Shockley–Queisser limit for single junction solar cells». Solar Energy. 130: 139–147. doi:10.1016/j.solener.2016.02.015
4. ↑  A. De Vos, "Detailed balance limit of the efficiency of tandem solar cells", Journal of Physics D: Applied Physics Volumen 13, Parte 5 (14 de mayo de 1980), p. 839-846 doi 10.1088/0022-3727/13/5/018
5. 1 2 3  C. S. Solanki and G. Beaucarne, "Advanced Solar Cell Concepts"[ligação inativa], Interuniversity Microelectronics Center, Belgium